# José Vásquez (judoka)
José Eugenio Vásquez de Jesús (ur. 5 marca 1979) – dominikański judoka. Dwukrotny olimpijczyk. Odpadł w eliminacjach w Sydney 2000 i Atenach 2004. Walczył w wadze półciężkiej i ciężkiej.
Uczestnik mistrzostw świata w 2001 i 2007. Startował w Pucharze Świata w 2001. Piąty na igrzyskach panamerykańskich w 2003. Brązowy medalista igrzysk boliwaryjskich w 2013. Zdobył sześć medali igrzysk Ameryki Środkowej i Karaibów, a także cztery medale mistrzostw panamerykańskich w latach 1999 - 2008.

## Letnie Igrzyska Olimpijskie 2000
| Konkurencja | Eliminacje                  | Klas. końcowa |
| Konkurencja | Przeciwnik I                | Miejsce       |
| ----------- | --------------------------- | ------------- |
| +100 kg     | Wiaczesław Bierduta (KAZ) P | 1 runda       |

## Letnie Igrzyska Olimpijskie 2004
| Konkurencja | Eliminacje           | Klas. końcowa |
| Konkurencja | Przeciwnik I         | Miejsce       |
| ----------- | -------------------- | ------------- |
| 100 kg      | Timo Peltola (FIN) P | 1 runda       |